# Labyrint pod Zelným trhem
Labyrint pod Zelným trhem je součást historického brněnského podzemí, nachází se pod Zelným trhem v historickém jádru Brna.
„Labyrint pod Zelným trhem“, jak jsou tyto podzemní prostory oficiálně označovány městem Brnem, byl zpřístupněn v dubnu roku 2011 v rámci projektu „Zpřístupnění brněnského podzemí“. Provozovatelem Labyrintu je TIC Brno.